# Aurebesh
L'Aurebesh és un alfabet fictici usat a l'Univers Expandit de Star Wars. Es fa servir com a mètode d'escriptura del Bàsic, l'idioma comú de la galàxia en aquest univers. El nom procedeix de les dues primeres lletres d'aquest alfabet, Aurek i Besh.

L'alfabet Aurebesh expandit, incloent els signes de puntuació i el símbol de crèdit.

## Creació
Contràriament a allò que es podria creure, l'Aurebesh no va ser creat juntament amb la trilogia original de pel·lícules. Fou una invenció de Stephen Crane, un dissenyador que va treballar durant deu anys com a director d'art de West End Games i que com a tal va participar activament en el disseny gràfic de diversos jocs de rol inspirats en la saga cinematogràfica. L'any 1993, mentre treballava en la seqüela del joc de miniatures metàl·liques Star Wars Miniatures Battles (anomenat Star Wars Companion), va concebre la idea de crear un alfabet que il·lustrés el joc en general per donar un aire més galàctic. Com a inspiració, va fer servir una captura d'un fotograma de la pel·lícula El retorn del Jedi on apareixen una sèrie de caràcters en una pantalla. Crane va agafar aquests caràcters i els va fer servir per substituir una font tipogràfica concreta (la Eurostyle Extended) i així crear la primera tipografia Aurebesh.

## Altres usos
Tot i que aquest alfabet té llicència de Lucasfilm, diversos fans de la saga han creat tipografies TrueType, compatibles amb la majoria de sistemes informàtics, per poder fer servir aquest alfabet en les seves pròpies creacions. També hi ha disponibles diversos llocs web on es pot aprendre a llegir textos escrits en aquest alfabet, així com aplicacions per a telèfons mòbils que permeten als usuaris escriure en Aurebesh.
L'any 2015, coincidint amb l'estrena de l'Episodi VII de la saga cinematogràfica, l'empresa Google va incloure l'Aurebesh com una opció de traducció a dins de la versió web del seu programari Google Translate. En aquesta ocasió, el programari fa la transliteració de la traducció a l'anglès del text original.